# Tadeusz Sikora (kompozytor)
Tadeusz Sikora (ur. 7 stycznia 1928, zm. 23 maja 2016) – polski nauczyciel, kompozytor, autor i tłumacz pieśni religijnych, działacz społeczny oraz kościelny.

## Życiorys
Był synem ks. Pawła Sikory, autora i tłumacza pieśni religijnych. Przez wiele lat pracował jako wychowawca w Technikum Mechaniczno-Elektrycznym w Cieszynie. Związany był z Kościołem Ewangelicko-Augsburskim w RP, pełniąc między innymi funkcję członka Międzykościelnej Komisji Śpiewnikowej, która w 2002 przygotowała do wydania nowy „Śpiewnik Ewangelicki”. Był autorem i tłumaczem wielu pieśni w tym między innymi „Niech strzeże nas Bóg” czy „Chcę chwalić Boga dziś” (autor drugiej i trzeciej zwrotki). Zmarł w 2016 i został pochowany na cmentarzu ewangelickim przy ul. Bielskiej w Cieszynie.